# Алявское сельское поселение
Аля́вское се́льское поселе́ние — муниципальное образование в Еланском районе Волгоградской области. Административный центр — хутор Алявы.

## История
Алявское сельское поселение образовано 24 декабря 2004 года в соответствии с Законом Волгоградской области № 980-ОД.

## Население
| 2010 | 2012 | 2013 | 2014 | 2015 | 2016 | 2017 |
| ---- | ---- | ---- | ---- | ---- | ---- | ---- |
| 259  | ↗262 | ↘256 | ↘250 | ↘234 | ↘223 | ↗226 |
| 2018 | 2019 | 2020 | 2021 |      |      |      |
| ↘222 | ↘214 | ↘206 | ↘196 |      |      |      |

## Состав сельского поселения
| № | Населённый пункт | Тип населённого пункта        | Население |
| - | ---------------- | ----------------------------- | --------- |
| 1 | Алявы            | хутор, административный центр | ↘196      |